# Chapada
Chapada là một đô thị thuộc bang Rio Grande do Sul, Brasil. Đô thị này có diện tích 684,04 km², dân số năm 2007 là 9440 người, mật độ 13,8 người/km².